# Havixbeck

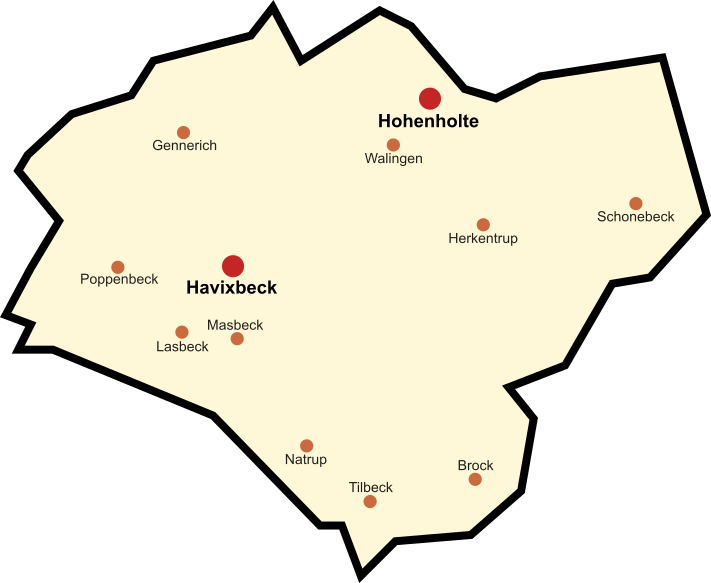
Ortsteile (rot) und Bauerschaften (orange) von Havixbeck

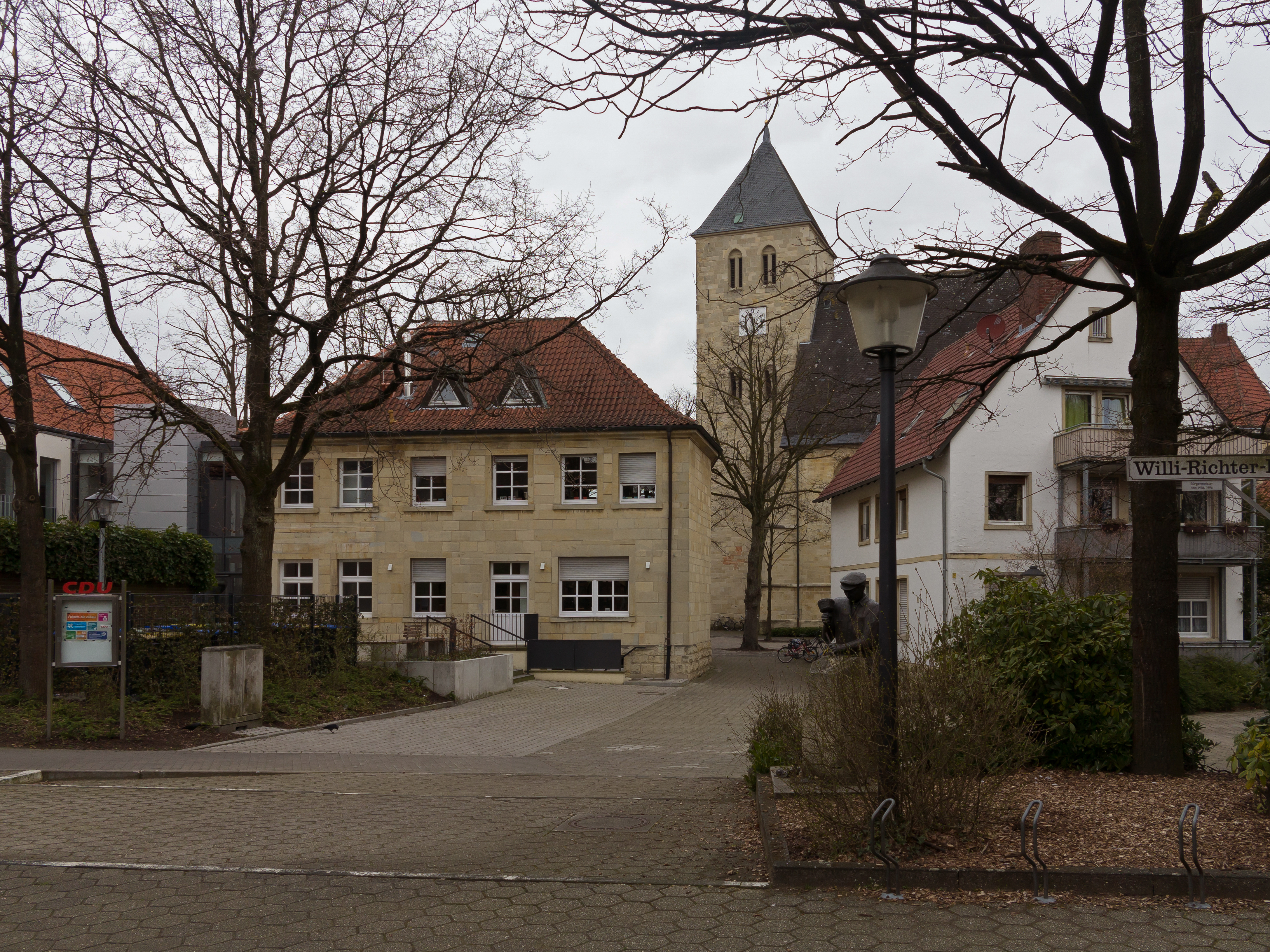
Skulptur „Der Steinhauer“ mit der katholischen Pfarrkirche Sankt Dionysius im Hintergrund

Havixbeck (plattdeutsch: Havkesbieck) ist eine Gemeinde im Kreis Coesfeld am Nordostrand der Baumberge im Norden von Nordrhein-Westfalen.

## Geographie
Havixbeck liegt am Fuße der Baumberge, deren höchster Gipfel, der 188,7 m hohe Westerberg, sich bereits auf Nottulner Gebiet erhebt. Westlich des Ortes entspringt die Münstersche Aa, die nach dem Durchqueren der Stadt Münster bei Greven in die Ems mündet.

### Nachbargemeinden
Havixbeck grenzt (im Uhrzeigersinn, beginnend im Norden) an Altenberge (Kreis Steinfurt), die kreisfreie Stadt Münster sowie Senden, Nottuln und Billerbeck (Kreis Coesfeld).

### Gemeindegliederung
Zur Gemeinde Havixbeck gehören neben dem gleichnamigen Ortskern und dem knapp vier Kilometer nordöstlich liegenden Stiftsdorf Hohenholte (Niederdeutsche Sprache|plattdeutsch: Hoonholt) noch die Bauerschaften Gennerich (Dorfbauerschaft), Herkentrup, Masbeck, Lasbeck, Natrup, Poppenbeck, Tilbeck, Walingen, Brock und Schonebeck. Die beiden letztgenannten gehörten vor der Gemeindegebietsreform bis zum 31. Dezember 1974 zum Amt Roxel.

## Geschichte
Für das Havixbecker Gebiet ist eine vor- und frühgeschichtliche Besiedlung durch archäologische Funde nachgewiesen (Tardenoisien-Funde aus dem fünften vorchristlichen Jahrtausend in der Bauerschaft Lasbeck im Jahre 1938). In Herkentrup wurde ein Diabasbeil aus der Zeit um 2000 vor Christus gefunden.

### Havixbeck
Um 790 errichteten die Franken an der alten Königsstraße auf Havixbecker Gebiet einen Hof, der zur Verwaltung und Bewirtschaftung diente. Zu dieser Zeit hat es an der Nordostabdachung der Baumberge, wo das Quellwasser in Horizonten an die Oberfläche tritt, bereits landwirtschaftliche Siedlungen gegeben. Die frühesten schriftlichen Erwähnungen betreffen Höfe in Natrup (um 890 – Nordthorpe), Tilbeck (um 890) sowie Poppenbeck (um 1050). Auch Gennerich wird angeblich um 890 im ältesten Heberegister der Abtei Werden genannt; die dort verwendete Bezeichnung „Geldrike“ geht auf die Wörter Geld, gleichbedeutend mit Opfer, Vergeltung bzw. Zahlung, und Rike/Recke, was Hecke bedeutet, zurück.
Um das Jahr 900 wurde das bis dahin zu Billerbeck gehörende Havixbeck zur eigenständigen Pfarrei erhoben. Der 1040 erstmals erwähnte Schulzenhof Havixbeck soll bereits um das Jahr 900 durch Schenkung der Eheleute Wiger in den Besitz des Hochstifts Münster gelangt sein. Im Jahr 1137 wurde der Ort Havixbeck erstmals als Haueskesbeke in einer Schenkungsurkunde des münsterschen Bischofs Werner an das Domkapitel erwähnt. Der Ortsname geht auf einen Bach zurück – die Silbe „hab“ oder auch „hav“ steht schließlich für Wasser. Auch die Deutung des Namens als Habichtsbach (siehe auch Gemeindewappen) ist belegt.
1147 wird in der Bauerschaft Masbeck (Moersbecke) erstmals ein Oberhof Varwecke als Villikation des Stifts St. Mauritz urkundlich erwähnt. Dessen damaliger Verwalter Everwin Droste, wie auch spätere Besitzer, stammten unter anderem aus dem Geschlecht Droste zu Hülshoff. Diese verkauften ihn an die Edlen von Steinfurt, danach erwarben ihn die Freiherrn von Twickel. Es soll sich um den späteren Schulzenhof Nosthoff gehandelt haben.
Auf dem – bis 1975 – historisch entstandenen Gemeindegebiet von Havixbeck befinden sich noch heute zwei münsterländische Wasserburgen bzw. -Schlösser: Haus Stapel, urkundlich erwähnt seit 1211, war jahrhundertelang Sitz eines Zweiges des Erbmännergeschlechts Kerckerinck, ging dann durch Heirat an die Droste zu Hülshoff und Raitz von Frentz. Haus Havixbeck ging aus dem Brüningshof, einem Schulzengut des Stiftes St. Mauritz, hervor, das 1369 den Ritter Dietrich von Schonebeck mit dem Gut belehnte. Durch Heirat kam das Gut an die von Bevern, die das heutige Herrenhaus im Stil der Renaissance errichteten. In diese Familie heiratete die Familie von Twickel ein, die es bis heute besitzen.
Mehrfach wurde Havixbeck von Brandkatastrophen heimgesucht, so 1559, als die Kirche und die Gebäude um den Kirchplatz ein Raub der Flammen wurden, und 1577. Am 25. April 1690 gingen 44 Häuser und ein Teil der Kirchanlage im Feuer unter. Der 1729 abgebrannte Schulzenhof Havixbeck, der inmitten des Ortes lag, wurde 1734 etwas außerhalb neu errichtet.

### Hohenholte
Im Ortsteil Hohenholte wurde 1142 bei dem gleichnamigen Hof durch Liutbert von Beveren ein Benediktinerkloster gegründet, welches mit Mönchen aus dem Nikiasiusstift in Reims besetzt wurde. Erster Prior wurde Liutberts Bruder Theoderich. Bereits 1188 verließen die Mönche Hohenholte und übergaben das Kloster an Bischof Hermann II. von Katzenelnbogen, der die Einrichtung in die Hände von Augustinerinnen übergab. Nach dem Brand von 1292 wurde Kloster Hohenholte am heutigen Standort neu errichtet. 1557 erfolgte die Umwandlung in ein freiweltliches adeliges Damenstift. 1811 wurde das Kloster aufgehoben. Hohenholte wurde 1859 zur eigenständigen Pfarrei erhoben, der Gebiete von Havixbeck, Roxel und Altenberge zugeordnet wurden.
1748 ließ Dompropst August Wilhelm von Wolff-Metternich in Hohenholte die Brücke über die Münstersche Aa bauen, die heute hier die Grenze zwischen den Kreisen Coesfeld und Steinfurt bildet.

### Verwaltungsgeschichte
Verwaltungsgeschichtlich blickt Havixbeck auf eine bewegte Geschichte zurück. Ursprünglich gehörte Havixbeck zum Skopingau, einem der sächsischen Gaue im Münsterland. Im Hochstift Münster wurde es dem Amt Horstmar zugeordnet. Im Nachgang zum Reichsdeputationshauptschluss (1803) wurden Teile Havixbecks (Tilbeck, Walingen und Hohenholte) preußisch, Havixbeck selber wurde dem Fürstentum Salm-Horstmar zugeschlagen. Während der französischen Zeit im Großherzogtum Berg war Havixbeck zeitweise Coesfeld, dann wieder Münster zugeordnet. 1816 wurde Havixbeck Teil des neu gebildeten Kreises Coesfeld, gelangte aber schon 1832 im Rahmen einer administrativen Neugliederung zum Landkreis Münster. Seit 1844 bildete die Gemeinde Havixbeck ein eigenes Amt. Das Amt Havixbeck wurde 1929 aufgehoben und die Gemeinde Havixbeck wurde dem Amt Roxel zugeteilt. Am 1. April 1955 schied Havixbeck wieder aus dem Amt Roxel aus und wurde eine amtsfreie Gemeinde im Landkreis Münster.
Infolge der Gemeindegebietsreform ist die nunmehr um Teile der aufgelösten Gemeinde Roxel vergrößerte Gemeinde seit dem 1. Januar 1975 wieder ein Teil des Kreises Coesfeld.
Seit 1975 gehört auch ein Teil der bis dahin auf dem Gebiet von Roxel gelegenen Bauerschaft Schonebeck – im Mittelalter ein Sitz der Ritter von Schonebeck – zu Havixbeck. Dadurch bekam Havixbeck eine dritte, weithin bekannte, Wasserburg hinzu: die bereits im 11. Jahrhundert als Oberhof „Hoff von Hulshove“ (Hof zum Hülshoff) urkundlich erwähnte Burg Hülshoff. Sie war von 1417 bis 2012 Stammsitz der Familie Droste zu Hülshoff, die in Havixbeck auch Schloss Stapel erbaut hat. 1797 wurde in Hülshoff Annette von Droste-Hülshoff geboren, die zu Deutschlands bedeutendsten Schriftsteller- und Dichterinnen gezählt wird. Burg Hülshoff mit ihrem Museum wird derzeit durch die Annette von Droste zu Hülshoff-Stiftung zum Literaturzentrum des Landes Nordrhein-Westfalen ausgebaut.

## Politik

### Gemeinderat
Aus dem rechts dargestellten Ergebnis der Kommunalwahl am 13. September 2020 ergab sich folgende Sitzverteilung im Gemeinderat von Havixbeck:
| CDU | SPD | Grüne | FDP | Gesamt |
| 10  | 6   | 8     | 2   | 26     |

Ergebnisse der Kommunalwahlen ab 1975
In der Liste werden nur Parteien und Wählergemeinschaften aufgeführt, die mindestens 1,95 Prozent der Stimmen bei der jeweiligen Wahl erhalten haben.
| Jahr | CDU  | SPD  | Grüne1 | FDP  | CBG  |
| ---- | ---- | ---- | ------ | ---- | ---- |
| 1975 | 59,2 | 32,4 |        | 08,5 |      |
| 1979 | 37,5 | 26,1 |        | 05,4 | 31,0 |
| 1984 | 48,0 | 26,6 | 10,1   | 09,1 | 05,9 |
| 1989 | 47,9 | 26,0 | 13,5   | 12,7 |      |
| 1994 | 49,3 | 26,7 | 16,3   | 07,7 |      |
| 1999 | 55,1 | 24,5 | 13,4   | 07,0 |      |
| 2004 | 42,6 | 25,6 | 19,8   | 12,0 |      |
| 2009 | 43,2 | 23,0 | 22,2   | 11,6 |      |
| 2014 | 41,8 | 26,3 | 23,3   | 08,6 |      |
| 2020 | 38,3 | 21,5 | 32,1   | 8,1  |      |

1 1984 und 1989: Grüne, ab 1994: B’90/Grüne

### Bürgermeister
Zum Bürgermeister gewählt wurde 2020 in der Stichwahl Jörn Möltgen (Bündnis 90/Die Grünen).
Sein Vorgänger Klaus Gromöller wurde bei der Bürgermeisterwahl am 13. September 2015 mit 58,6 % der Stimmen wiedergewählt und setzte sich damit gegen die ebenfalls parteilose Kandidatin Katja Venghaus durch, die 41,4 % der Stimmen erhielt. Diese Wahl erzielte bundesweite Aufmerksamkeit, da die Gegenkandidatin Katja Venghaus von allen vier im Rat vertretenen Parteien unterstützt wurde. Der Diplom-Bauingenieur Klaus Gromöller (parteilos) war im September 2009 mit 45,4 % der Stimmen zum Bürgermeister gewählt worden, Marc Henrichmann (CDU) bekam 35,6 Prozent, Klaus Kerkering (SPD) 19 Prozent.

### Wappen
Blasonierung: „In Silber ein rechtsgewandter schwarzer, gold bewehrter Habicht auf einem grünen, mit einem schräglinken silbernen Wellenbalken belegten Dreiberg.“
Habicht und Wellenbalken als redende Symbole für den Ortsnamen „Havix“ – „beck“. Der grüne Dreiberg soll die Lage der Gemeinde in den Baumbergen versinnbildlichen. Schwarz und Weiß sind die Farben des seit Jahrhunderten auf Haus Havixbeck ansässigen Geschlechts von Twickel.

### Städtepartnerschaften
Die Partnergemeinden sind:
- Bellegarde (Loiret)
- Bestensee in der Nähe von Berlin

## Kultur und Sehenswürdigkeiten

### Museen

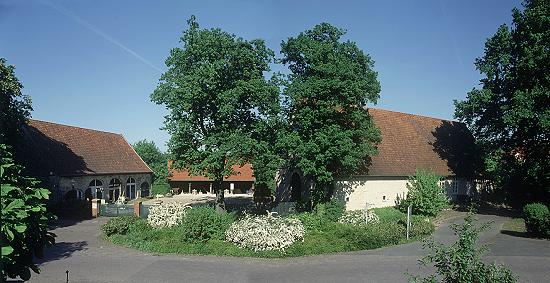
Baumberger-Sandstein-Museum

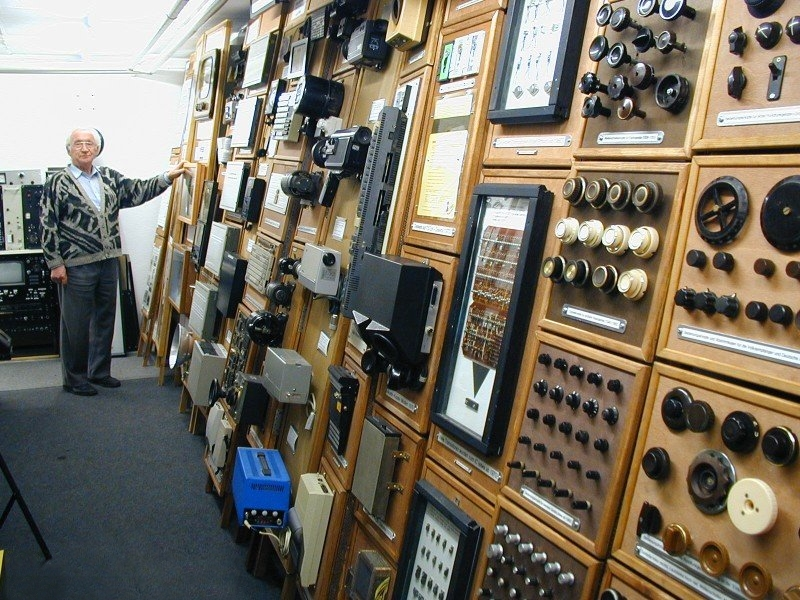
Reinhold Holtstiege (1929–2011) in seinem Rundfunkmuseum

In Havixbeck gibt es drei Museen von überregionaler Bedeutung. Das Baumberger Sandsteinmuseum zeigt die Entstehung des Baumberger Sandsteins und dessen 1000-jährige Abbaugeschichte. Es beschäftigt sich zudem mit der Kunst der münsterländischen Bildhauer und Steinmetze und deren Arbeit mit Knüpfel und Schlageisen. In den Sommermonaten bietet das Museum spezielle Bildhauerkurse für Laien an.
Das private Rundfunkmuseum Holtstiege des Havixbecker Radio- und Fernsehtechnikermeisters Reinhold Holtstiege (1929–2011) beschäftigt sich mit der Geschichte der Radio- und Fernsehtechnik. Die Bandbreite der Exponate ist in Deutschland in dieser Form einzigartig.
Das Drostemuseum zeigt Zeugnisse aus dem Leben, insbesondere der Kindheit, der Dichterin Annette von Droste-Hülshoff. Es ist im Herrenhaus der Burg Hülshoff, seit 1417 Stammsitz des Münsterländer Adelsgeschlechts Droste zu Hülshoff, untergebracht.

### Bauwerke
Burg Hülshoff, Haus Stapel und Haus Havixbeck sind auf Havixbecker Gebiet drei der vielen Wasserburgen des Münsterlandes. Im Ortskern sind das Torhaus und die St.-Dionysius-Kirche Zeugen des Mittelalters. Am Torbogen sind noch heute Spuren des Kampfes vom 12. April 1587 sichtbar, als spanische Soldateska hier zurückgeschlagen wurde. Zum Gebiet der Gemeinde Havixbeck gehört auch die Stiftskirche Hohenholte. An der Landstraße nach Billerbeck befindet sich das gotische Poppenbecker Kreuz, das an den Tod des Ritters Swer von Bevern im Jahr 1487 erinnert.

### Parks
Eine Attraktion ist der vom Stift Tilbeck unterhaltene Barfußgang. Parks dieser Art sollen den Besuchern das Barfußlaufen näherbringen und durch diese besondere Art der Sinneserfahrung Entspannung und Wohlbefinden fördern sowie zum Stressabbau beitragen.

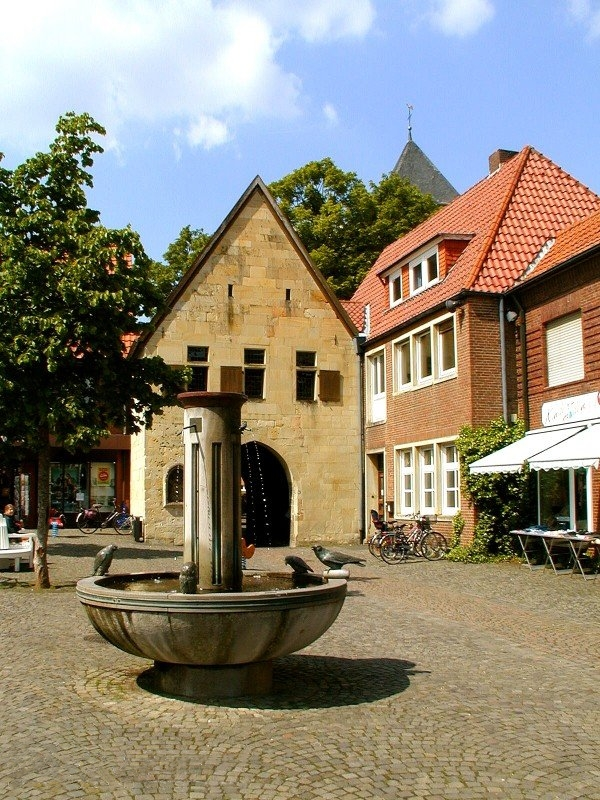
Torbogen

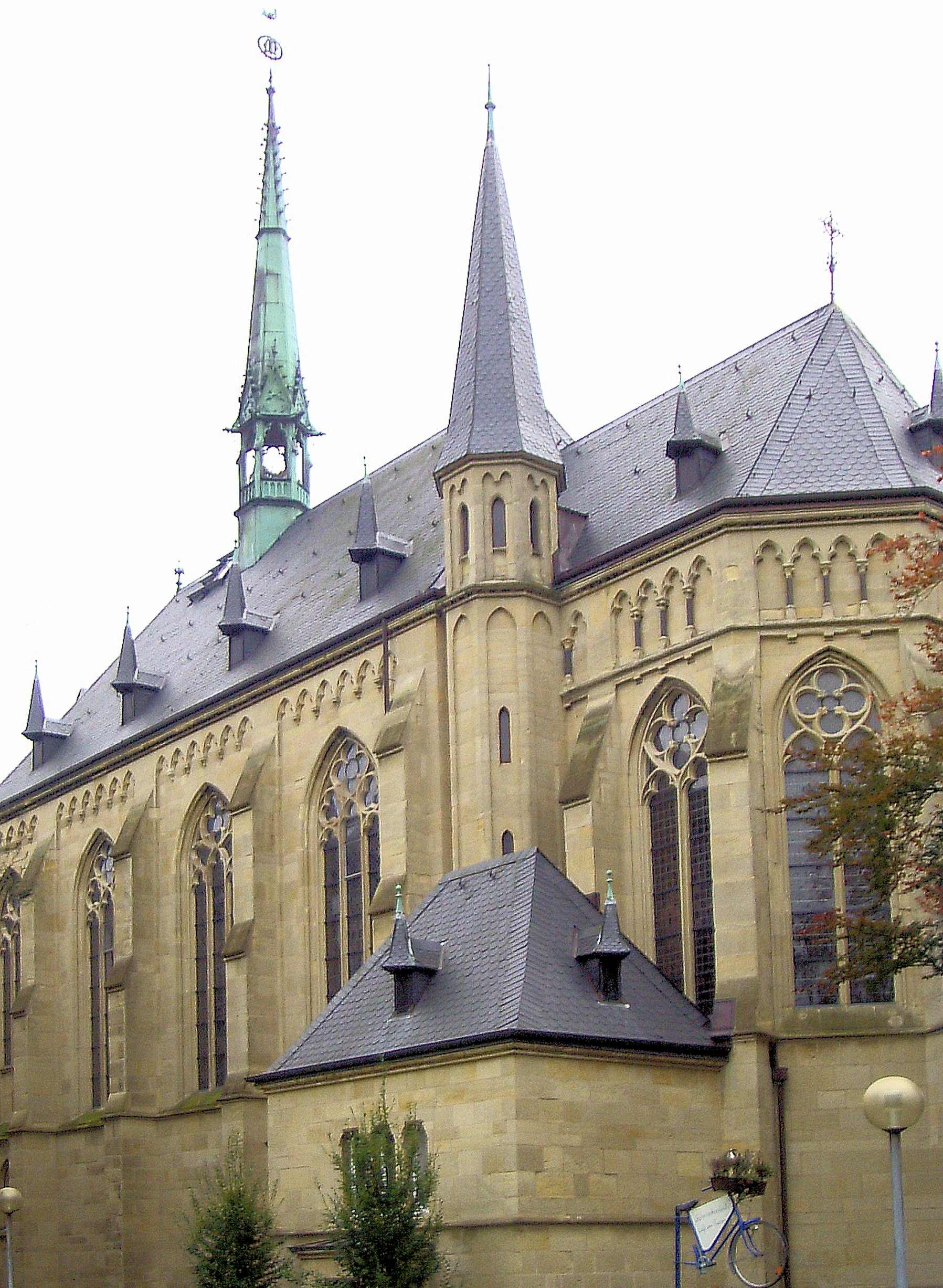
Stiftskirche Tilbeck

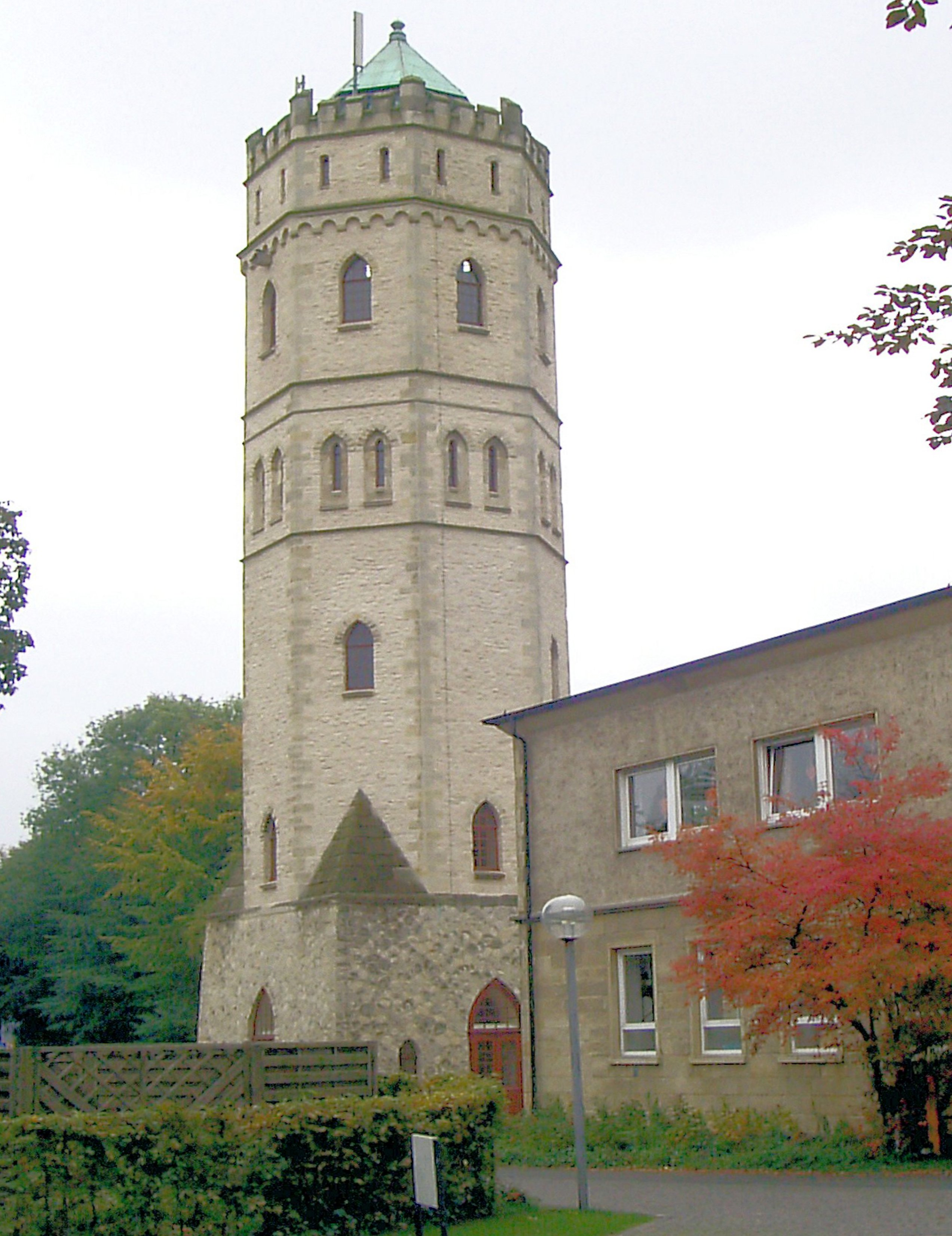
Wasserturm Tilbeck

### Sport
Der örtliche Verein mit den meisten Mitgliedern ist der SV Schwarz-Weiß Havixbeck, er bietet Betätigungen in neun Sportarten an. (Fußball, Handball, Basketball, Badminton, Turnen/Gymnastik, Judo/Aikido, Tischtennis, Volleyball und Leichtathletik). Die 1. Fußball-Seniorenmannschaft spielt seit dem Aufstieg in der Saison 2018/2019 wieder in der Kreisliga A. In der Saison 2022/2023 folgte der Abstieg in die Kreisliga B.
Im Ortsteil Hohenholte gibt es den Sportverein Gelb-Schwarz Hohenholte (kurz: GSH). Fast jeder Einwohner dieses Ortsteils ist Mitglied im Sportverein (840 Mitglieder per 31. März 2016), der auf ehrenamtlicher Basis seit 1974 besteht. Sportarten sind Fußball (Senioren, Junioren, Damen – die erste Seniorenmannschaft spielt in der Kreisliga A Münster), Gymnastik, Tanz, Tennis, Lauf- und Walkingtreff, Aikido, Darts und eine Kleinkindergruppe.
Der Ort verfügt über eine Ortsgruppe der Deutschen-Lebens-Rettungs-Gesellschaft. Der Verein übernimmt im Ort einen Großteil der Ausbildung von Schwimmanfängern im Kursmodell und bietet zudem in der Sommersaison eine regelmäßige freie Abzeichenabnahme an. Die DLRG-Ortsgruppe Havixbeck e. V. besitzt zudem eine starke Jugendgruppe in der für Kinder und Jugendliche neben regelmäßigem Schwimmtraining ganzjährig viele Aktivitäten stattfinden.

### Musik
Mit dem Blasorchester von 1878 und dem 1973 daraus hervorgegangenen Jugendorchester Havixbeck e. V. hat Havixbeck zwei Laien-Blasorchester. Das Jugendorchester entwickelte unter dem ehemaligen Leiter Günther Mertens eine privat organisierte, aber öffentlich unterstützte musikalische Ausbildungsstruktur, die als beispielhaft für viele Laienensembles in Deutschland gilt. So ist das Jugendorchester Havixbeck Träger der Musikschule Havixbeck. Im Jahre 1975 nahm der neu gegründete Kammerchor Havixbeck seine Arbeit auf. Im Jahre 1976 wurde der Jugendspielmannszug Havixbeck gegründet. Aufgrund der veränderten Altersstruktur hat sich der Verein in Spielmannszug Havixbeck umbenannt. Seit 2007 findet jährlich das Festival Hohenholte-Rockt! in Hohenholte statt. Die Veranstalter haben 2011 den Jugendkulturverein Hohenholte e. V. gegründet.

## Wirtschaft und Infrastruktur
Die Wirtschaft in Havixbeck dominieren mittelständische Unternehmen, die überwiegend in drei Gewerbegebieten angesiedelt sind.

### Verkehr
Die nächste Autobahnanschlussstelle ist Münster-Nord in etwa zwölf Kilometer Entfernung.
Havixbeck liegt an der Baumbergebahn von Münster nach Coesfeld und ist mit dem Zug (RB 63) stündlich zu erreichen. Die Fahrtzeit von Münster beträgt etwa 20 Minuten.
| Linie | Verlauf | Takt                                            |
| ----- | --- | ----------------------------------------------- |
| RB 63 | Baumberge-Bahn: Coesfeld (Westf) – Coesfeld Schulzentrum – Lutum (stündlich) – Billerbeck – Havixbeck – Münster-Roxel – Münster-Mecklenbeck – Münster (Westf) Hbf (– Münster Zentrum Nord) (nur wochentags) Stand: Fahrplanwechsel Dezember 2023 | 60 min 30 min (Coesfeld–Münster Hbf wochentags) |

Mit dem Bus, der ebenfalls stündlich fährt, beträgt die Fahrzeit zwischen 20 und 50 Minuten, je nach Ein- und Ausstiegsort. Zusätzlich gibt es einen Nachtbus (N64), der nur in der Nacht von Freitag auf Samstag verkehrt und für einen Anschluss spätabends von und nach Münster sorgt, und einen weiteren Nachtbus (N7), der in der Nacht von Samstag auf Sonntag Havixbeck mit Münster und Stadtlohn verbindet.
Havixbeck ist an folgende Fernradwege und Themenrouten für Radfahrer angeschlossen: an den Europaradweg R1, an die 100 Schlösser Route sowie an die Sandsteinroute.

### Öffentliche Einrichtungen
Etwas außerhalb von Havixbeck liegt das Stift Tilbeck, welches Wohnraum und Arbeit für Menschen mit Behinderung bietet.

### Bildung
- Baumberge-Schule (katholische Grundschule)
- Münsterlandschule Tilbeck (staatlich anerkannte Ersatzschule)
- Anne-Frank-Gesamtschule (AFG)
- Musikschule (in Trägerschaft des Jugendorchester Havixbeck e. V.)
- Volkshochschule

## Persönlichkeiten

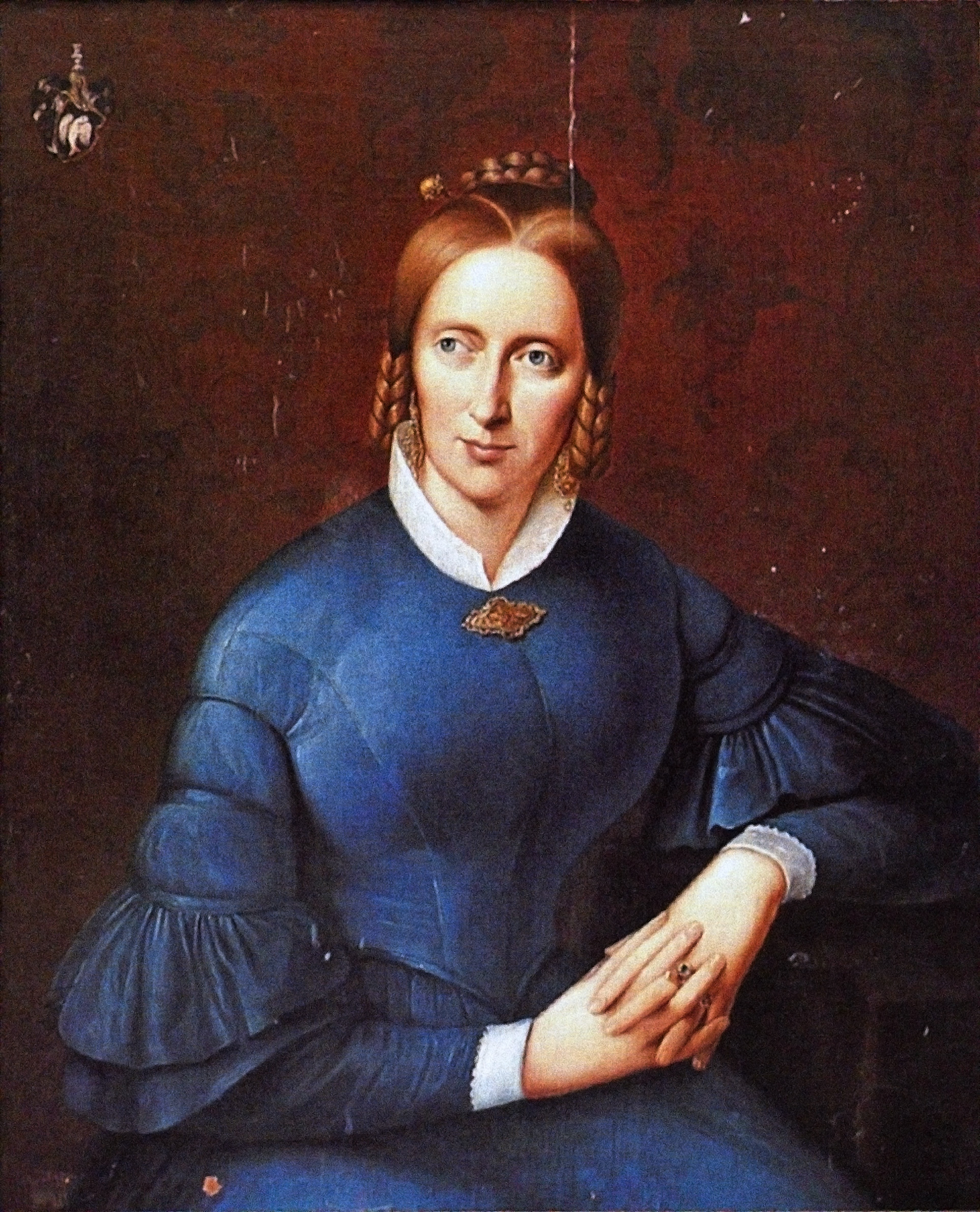
Annette von Droste-Hülshoff

- Thomas Berning (* 1966), Kirchenmusiker, Domkapellmeister in Paderborn und Hochschullehrer
- Anton Bornefeld (1898–1980), Priester, Seelsorger und Gegner des Nationalsozialismus
- Walter Drerup (1921–2014), Präsident des Landgerichts Krefeld (1967–74) und des Landgerichts Münster (1974–86)
- Clemens von Droste zu Hülshoff, Landrat des Landkreises Höxter, auf Haus Stapel
- Clemens-August II. von Droste zu Hülshoff (1760–1826), Gutsbesitzer und der Vater der Dichterin Annette von Droste-Hülshoff
- Maximilian Friedrich von Droste zu Hülshoff (1764–1840), Komponist
- Ernst Konstantin von Droste zu Hülshoff, Erbauer von Haus Stapel
- Annette von Droste zu Hülshoff (1797–1848), Dichterin und Komponistin
- Clemens Friedrich Freiherr Droste zu Hülshoff (1837–1919), Landrat im Kreis Büren, Besitzer von Haus Stapel und Stifter des Marienstifts Droste zu Hülshoff in Havixbeck
- Horst Geckeler (* 1935 in Sulz am Neckar; † 2002 in Münster), Romanist und Sprachwissenschaftler, Hochschullehrer ab 1974 in Münster, lebte in Havixbeck
- Ugonna Okegwo (* 1962), Jazz-Musiker
- Wilhelm Rawe (1929–2017), CDU-Politiker
- Linn Selle (* 1986), Politologin und Präsidentin der Europäischen Bewegung Deutschland
- Clemens August von Twickel (1755–1841), deutscher Rittergutsbesitzer und Politiker, Bürgermeister von Havixbeck
- Ernst Friedrich von Twickel (1683–1734), Priester, Diplomat, hochrangiger Beamter und Weihbischof in Hildesheim
- Johann Wilhelm von Twickel (1682–1757), Weihbischof in Hildesheim
- Max Georg Freiherr von Twickel (1926–2013), Weihbischof und Bischöflicher Offizial in Vechta
- Rudolf von Twickel (1893–1974), Präsident des Malteserordens und weiterer kirchlicher und gesellschaftlicher Vereinigungen, Vater des Weihbischofs Max Georg